# The Net 2.0
The Net 2.0 é um filme estadudinense, produzido em 2006, com direção de Charles Winkler, roteiro de Rob Cowan, e produzido por Bahadır Atay, Rob Cowan, Irwin Winkler; contando com um elenco com nomes como Nikki Deloach, Keegan Connor Tracy, Neil Hopkins, Demet Akbağ, Şebnem Dönmez, Güven Kıraç. 
O filme é a continuação do filme The Net, de 1995.

## Sinopse
Hope Cassidy é uma especialista em informática, que ao receber uma proposta de trabalho, viaja até Istambul para esse trabalho perfeito.
Logo começam os problemas, já que seu namorado não aceita ir junto, e percebe que está encurralada numa fraude de alta tecnologia, envolvendo um mafioso russo.
Ao chegar no aeroporto, seu visto é de turista, o que a obriga a pedir um novo passaporte, que vem com o nome errado. Ela tem seus documentos roubados, sua conta bancária zerada, e outra pessoa toma o seu lugar, porém não pode provar já que não tem documentos, e não conhece ninguém naquele país.
A perseguição incessante obriga Hope a utilizar todo a sua inteligência para recuperar o seu nome e desvendar o mistério. 
Porém, sua situação se complica ainda mais, pois ela não conhece ninguém em Istambul que possa provar que ela é quem diz ser; o telefone de seu namorado não atende, e até uma pessoa que poderia fazer isso, um homem que trabalhava no consulado americano, e arrumou seu passaporte, é encontrado morto. 
Acusada de roubar 14 milhões de uma empresa, de homicídios, e ainda tendo que provar que ela era Hope Cassidy, tenta de todas as formas provar sua incocência na prisão, até ser presa, e aí, ser ouvida por uma psiquiatra, que a examinava antes de ir para o julgamento.
A partir daí, o filme toma uma outra direção, inimaginável, sendo que Hope vai descobrindo quem está por trás desse plano, surpreendendo quem assiste, com identidades de pessoas que Hope conhecia sendo reveladas, seja policiais ou bandidos.

## Elenco
- Nikki DeLoach ... Hope Cassidy

- Neil Hopkins ... James Haven

- Charles Winkler ... Embassy Clerk

- Keegan Connor Tracy ... Z.Z.

- Demet Akbag ... Dr. Kavak

- Sebnem Dönmez ... Roxelana

- Courtney Vye ... Waitress

- Güven Kirac ... Osman

- Ertan Saban ... Customs Official

- Cengiz Bozkurt ... Police Officer